# Домашнее насилие в Армении
Домашнее насилие в Армении, официально именуемое как семейное насилие (арм. Ընտանեկան բռնություն [əntɑnekɑ́n bərnut͡sʰjún]), — исторически широко распространённая и замалчивавшаяся социальная проблема, жертвами которой чаще всего являются женщины.

## Социокультурная среда
Женщина — что шерсть, чем больше бьёшь, тем мягче.Армянская народная поговорка
Случаи причинения мужем вреда здоровью жены регулировались в 15-й главе Судебника Мхитара Гоша XII века: за избиение, сломанную руку или ногу, выколенный глаз, разбитый зуб — грозил штраф в 2000 дахеканов серебром (примерно 9 кг).
Поскольку сообщения о случаях семейного насилия подвергаются сильной стигматизации в армянском обществе, многие армянки выбирают остаться с мужем.

## Законодательное регулирование в современной Армении
13 сентября 1993 года Армения ратифицировала Конвенцию о ликвидации всех форм дискриминации женщин.
Как отмечало УВКБ ООН в 2010 году, в Армении отсутствовали законы против домашнего насилия и гендерных предрассудков.
Согласно пункту 3 приказа председателя Следственного комитета Республики Армения от 17 ноября 2014 года, семейное насилие трактуется следующим образом: физическое и психологическое насилие, которое совершается внутри семьи или семейной единицы между бывшими (или нынешними) супругами или партнёрами вне зависимости от того, проживал ли или проживает ли лицо, совершившее его, с потерпевшим в одном и том же доме или нет.
После весенней Бархатной революции новое правительство предприняло некоторые шаги по борьбе с домашним насилием: Министерство социальных дел и труда учредило Совет по домашнему насилию, а в 2019 году были подписаны указы:
- о создании приютов,
- развитии региональных кризисных центров,
- установлении формы протоколов рассмотрения случаев насилия,
- о создании фонда поддержки выживших[8].

### Стамбульская конвенция
В январе 2018 года Армения подписала Конвенцию Совета Европы о предотвращении и борьбе с насилием в отношении женщин и домашним насилием. Документ вызвал столкновение мнений и сбор подписей против его ратификации. Один из пунктов критики — в том, что Конвенция открывает дорогу пропаганде «всех и всяческих „нестереотипных гендеров“»: учебные учреждения Армении будут обязаны объяснять детям, что существует «третий пол», и что это «абсолютно нормально». Противники документа считают неприемлемым распространение подобных представлений через учебные заведения и программы. Помимо того, они считают, что, «в случае ратификации конвенции, преграды на пути создания однополых семей и усыновления однополыми парами детей исчезнут, либо их станет меньше», а «мужчины, считающие себя женщинами», будут освобождаться от воинской службы, что снизит боеспособность армянской армии.

### ЕСПЧ
Первым армянским делом вообще, дошедшим до Европейского суда по правам человека (ЕСПЧ), стало дело «Асмик Хачатрян против Армении», начатое в 2015 году. И в декабре 2024 года по нему было вынесено первое решение о домашнем насилии в Армении: суд обязал государство выплатить жертве компенсацию в размере 26 тысяч евро, сославшись на нарушение статьи 3 Европейской конвенции по правам человека.

## Статистика
Согласно опросу Центра независимых социологических исследований «Социометр» 2004—2005 гг., 46 % из 1200 жительниц Армении подвергались насилию в семье. Почти половина пострадавших ничего не предпринимала для преодоления кризисной ситуации. На развод решились менее 1 % опрошенных.
Исследование Amnesty International, проведённое в 2008 году, показало, что более четверти женщин в Армении «столкнулись с физическим насилием со стороны мужей или других членов семьи».
По данным Глобальной базы данных ООН по насилию в отношении женщин, в 2021 году 8,2 % армянских женщин пострадали от домашнего насилия.
С 2022 на 2023 год количество уголовных производств, расследованных относительно семейного насилия, увеличилось на 92,5 %, что во многом обусловлено обновлённой методологией ведения статистики, а также тенденцией обращения потерпевших в правоохранительные органы по данной проблеме. С другой стороны, участившиеся случаи могут быть связаны с войнами в 2020 и 2022 годах.
| Год      | Уголовных производств | Судебных разбирательств | Обвинительных заключений | Обвиняемых | Потерпевших | И.     |
| -------- | --------------------- | ----------------------- | ------------------------ | ---------- | ----------- | ------ |
| 2016     | 359                   |                         | 89                       | 89         | 237         | [ 18 ] |
| 2017     | 458▲                  |                         | 86                       | 88         | 341         | [ 19 ] |
| 2018     | 519▲                  | 82                      | 85                       | 85         | 493         | [ 20 ] |
| 2019     | 635▲                  | 358                     | 128                      | 358        | 536         | [ 21 ] |
| 2020     | 730▲                  | 455                     | 144                      | 342        | 597         | [ 22 ] |
| 2021     | 556▼                  | 272                     | 129                      | 272        | 485         | [ 23 ] |
| 2022     | 960▲                  | 122                     | 126                      | 125        |             | [ 24 ] |
| 2023     | 1848▲                 | 343                     | 338                      | 349        | 359         | [ 16 ] |
| 2024 (½) | 1535                  | 195                     | 197                      | 199        | 206         | [ 25 ] |

## Реабилитационные центры
В 2000-х годах многие женщины в Армении не верили в способность правоохранительных органов их защитить. К 2016 году для работы над проблемами домашнего насилия были открыты реабилитационные центры в Ереване:
- «Школа интернат»,
- НПО «Зангакатун»,
- «Центр поддержки женщин»,
- «Ресурс центр для женщин и детей»,
- дневной центр «Шох»,
- дневной центр «Мецамор».